# Paratessaropa brachyptera
Paratessaropa brachyptera är en skalbaggsart som beskrevs av Dmytro Zajciw 1957. Paratessaropa brachyptera ingår i släktet Paratessaropa och familjen långhorningar. Inga underarter finns listade i Catalogue of Life.